# Ulochaetes leoninus
Ulochaetes leoninus là một loài bọ cánh cứng trong họ Cerambycidae.